# Tantei wa Mou, Shindeiru.
Tantei wa Mou, Shindeiru. (探偵はもう、死んでいる。 Tantei wa Mō, Shindeiru.?), también conocido como La detective está muerta en español, es una serie de novela ligera japonesa escritas por Nigojū e ilustradas por Umibōzu. Media Factory ha publicado trece volúmenes desde noviembre de 2019 bajo su sello MF Bunko J.
Una adaptación a manga con arte de Mugiko ha sido serializado en la revista de manga seinen Monthly Comic Alive de Media Factory desde mayo de 2020.
Una adaptación a serie anime de televisión producida por ENGI se estrenó el 4 de julio de 2021, y cuenta con 12 episodios. Se ha anunciado una segunda temporada.

## Argumento
Frustrar el secuestro de un avión con la hermosa detective de cabello platinado Siesta, transforma la joven vida de Kimihiko. Su éxito desencadena resolución de crímenes y confrontamiento de sindicatos por todo el mundo, hasta que Siesta muere.
Agobiado con preguntas, Kimihiko sigue su vida. Pero ahora, un nuevo caso abre viejas heridas, ya que está conectado con un asesino, una conspiración mundial, ¡y su compañera muerta!

## Personajes
Kimihiko Kimizuka (君塚 君彦 Kimizuka Kimihiko?)
 Seiyū: Shin Nagai, Eduardo Ramírez (español latino)
Es un estudiante de secundaria de 17 años que se convirtió en el asistente de Siesta después de un incidente de secuestro cuatro años antes de la historia principal. Después de la muerte de Siesta, quiso comenzar a vivir una vida letárgica, hasta que recibe una solicitud de Nagisa Natsunagi.
Siesta (シエスタ Shiesuta?)
 Seiyū: Saki Miyashita, Mildred Barrera (español latino)
Es la protagonista femenina principal que se hace llamar la Gran Detective. "Siesta", es un nombre en clave. Su arma principal es una pistola de mosquete, mientras que también tiene "Siete herramientas" que contienen poderes especiales. Ella tomó a Kimihiko Kimizuka como su asistente cuatro años antes de la historia principal y fue "asesinada" por Hel, arrancándole el corazón.
Nagisa Natsunagi (夏凪 渚 Natsunagi Nagisa?)
 Seiyū: Ayana Taketatsu, Ana Lobo (español latino)
Es una estudiante de secundaria de 17 años. Fue la primera clienta que solicitó a Kimihiko Kimizuka sus servicios como Detective después de la muerte de Siesta para que buscara a alguien. Un año antes de que transcurra la historia principal, Nagisa recibe un trasplante de corazón de un donante desconocido. Se revela que Nagisa posee un alter ego llamado Hel (Seiyū: Yumiri Hanamori) de personalidad despiadada, el cual nació a causa del sufrimiento de Nagisa, ya que era sujeto de pruebas de SPES. Hel "selló" la personalidad de Nagisa y tomó el control de su cuerpo para protegerla. Hel se hace pasar por una niña llamada Alicia para ganarse la confianza de Kimihiko, diciéndole que es una detective. Ella "asesinó" a Siesta arrancándole el corazón y lo puso en su cuerpo, pero todo fue planeado por Siesta ya que ella puso su conciencia en su corazón y Hel al tomarlo y ponerlo en su cuerpo la conciencia de Siesta atacó a Hel sellandola junto con ella y por ende la conciencia de Nagisa vuelve a su cuerpo.
Yui Saikawa (斎川 唯 Saikawa Yui?)
 Seiyū: Kanon Takao, Verania Ortiz (español latino)
Es famosa como una idol y aparece con frecuencia en revistas y comerciales. Para evitar el robo de la reliquia de su familia, el Zafiro Milagroso, solicita a Kimihiko y Nagisa que la protejan a ella y a su reliquia.
Charlotte Arisaka Anderson (シャーロット・有坂・アンダーソン Shārotto Arisaka Andāson?)
 Seiyū: Saho Shirasu, Fernanda Robles (español latino)
Charlotte es una niña de 17 años de ascendencia mitad estadounidense y mitad japonesa. Apodada 'Charl', fue una asesina enviada para matar a Siesta, pero después de perder ante ella, llama a Siesta "Mamá" y la idolatra. Ella odia a Kimihiko por ser el asistente de Siesta, pero confía mucho en él. Ahora es la subordinada de Fūbi Kase. 
Fūbi Kase (加瀬 風靡, Kase Fūbi)
 Seiyū: Mai Fuchigami
Una mujer detective y asistente de policía. Debido a que Kimihiko siempre está en la escena del crimen de los casos que Fubi maneja, ella sospecha mucho de él.
Kōmori (コウモリ?)
 Seiyū: Yoshitsugu Matsuoka, Sergio Gutiérrez Coto (español latino)
Es un viejo enemigo de Siesta y Kimihiko Kimizuka.
Chameleon (カメレオン Kamereon?)
 Seiyū: Takehito Koyasu, Alan Bravo (español latino)
Un androide asociado a SPES. Posee la capacidad de volverse completamente invisible a los ojos de los humanos. Puede transformarse en un camaleón humanoide. De esta forma, gana más atributos físicos, armadura y fuerza bruta, superando en gran medida a los humanos comunes.
Alicia (アリシア Arishia?)
 Seiyū: Maria Naganawa, Azul Valadez (español latino)
Una chica de pelo rosa, que está atado en dos colas de caballo. Lleva un vestido similar al de Alicia, el personaje principal de la novela Alicia en el país de las maravillas de Lewis Carroll.

## Contenido de la obra

### Novela ligera
En la cuenta oficial de Twitter para la adaptación al anime de las novelas ligeras escritas por Nigojuu e ilustradas por Umibouzu, Tantei wa Mou, Shindeiru (The Detective is Already Dead), se publicó un video especial anunciando que la franquicia literaria, que incluye tanto las novelas ligeras como las adaptaciones a manga, ha superado las 850,000 copias en circulación
| Volúmenes de novelas ligeras publicadas | Volúmenes de novelas ligeras publicadas | Volúmenes de novelas ligeras publicadas |
| Número                                  | Fecha de lanzamiento                    | ISBN                                    |
| --------------------------------------- | --------------------------------------- | --------------------------------------- |
| 1                                       | 25 de noviembre de 2019                 | ISBN 978-4-04-064196-6                  |
| 2                                       | 24 de enero de 2020                     | ISBN 978-4-04-064328-1                  |
| 3                                       | 25 de junio de 2020                     | ISBN 978-4-04-064593-3                  |
| 4                                       | 25 de noviembre de 2020                 | ISBN 978-4-04-680016-9                  |
| 5                                       | 25 de mayo de 2021                      | ISBN 978-4-04-680440-2                  |
| 6                                       | 25 de noviembre de 2021                 | ISBN 978-4-04-680914-8                  |
| 7                                       | 25 de agosto de 2022                    | ISBN 978-4-04-681657-3                  |
| 8                                       | 25 de enero de 2023                     | ISBN 978-4-04-682108-9                  |
| 9                                       | 25 de mayo de 2023                      | ISBN 978-4-04-682568-1                  |
| 10                                      | 25 de octubre de 2023                   | ISBN 978-4-04-682766-1                  |
| 11                                      | 25 de marzo de 2024                     | ISBN 978-4-04-682767-8                  |
| 12                                      | 25 de noviembre de 2024                 | ISBN 978-4-04-684252-7                  |
| 13                                      | 25 de julio de 2025                     | ISBN 978-4-04-684979-3                  |

### Manga
Una adaptación a manga con arte de Mugiko ha sido serializado en la revista de manga seinen Monthly Comic Alive de Media Factory desde mayo de 2020. Se ha recopilado en seis volúmenes tankōbon. La novela ligera está licenciada en Norteamérica por Yen Press.
| Volúmenes de manga publicados | Volúmenes de manga publicados | Volúmenes de manga publicados |
| Número                        | Fecha de lanzamiento          | ISBN                          |
| ----------------------------- | ----------------------------- | ----------------------------- |
| 1                             | 21 de noviembre de 2020       | ISBN 978-4-04-680007-7        |
| 2                             | 21 de mayo de 2021            | ISBN 978-4-04-680379-5        |
| 3                             | 21 de julio de 2021           | ISBN 978-4-04-680634-5        |
| 4                             | 23 de diciembre de 2021       | ISBN 978-4-04-680987-2        |
| 5                             | 23 de mayo de 2023            | ISBN 978-4-04-681737-2        |
| 6                             | 23 de octubre de 2023         | ISBN 978-4-04-682849-1        |

Una segunda adaptación a manga de Poni titulada Tantei wa Mou, Shindeiru.: The Lost Memory (探偵はもう、死んでいる。-the lost memory- Tantei wa Mō, Shinde Iru. -The Lost Memory-?) también se serializó en la Monthly Comic Alive desde el 27 de enero de 2021. Se ha recopilado en cuatro volúmenes tankōbon. La serie de manga cubre el volumen 2 de la serie de novelas.
| Volúmenes de manga publicados | Volúmenes de manga publicados | Volúmenes de manga publicados |
| Número                        | Fecha de lanzamiento          | ISBN                          |
| ----------------------------- | ----------------------------- | ----------------------------- |
| 1                             | 21 de marzo de 2021           | ISBN 978-4-04-680505-8        |
| 2                             | 21 de octubre de 2021         | ISBN 978-4-04-680939-1        |
| 3                             | 21 de abril de 2022           | ISBN 978-4-04-681317-6        |
| 4                             | 22 de noviembre de 2022       | ISBN 978-4-04-681970-3        |

### Anime
Se anunció una adaptación al anime el 20 de enero de 2021 y se estrenó el 4 de julio de 2021. La serie está animada por ENGI y dirigida por Manabu Kurihara, con Deko Akao encargándose de la composición de la serie, Yōsuke Itō diseñando los personajes y Yuuyu, Naoki Tani y Tatsuya Yano componiendo al música. Se estrenó el 4 de julio de 2021 en AT-X y otros canales, y el primer episodio se estrenó como un especial de una hora. El tema de apertura es «Koko de Ikiteru.» (ここで生きてる?), interpretado por Mary × jon-Yakitory, mientras que el tema de cierre es «Kodō» (鼓動?), interpretado por Kagura Nana. Funimation obtuvo la licencia de la serie fuera de Asia. Tras la adquisición de Crunchyroll por parte de Sony, la serie se trasladó a Crunchyroll obteniendo la licencia de la serie fuera de Asia. Muse Communication obtuvo la licencia de la serie en el sur y sudeste de Asia, y la transmitió en su canal de YouTube, iQIYI, Bilibili y Animax Asia.
El 1 de febrero de 2021, Funimation anunció que la serie recibió un doblaje en español latino, que se estrenó el 24 de febrero del mismo año. Tras la adquisición de Crunchyroll por parte de Sony, el doblaje se trasladó a Crunchyroll.
El 24 de julio de 2022, se anunció que la serie recibiría una segunda temporada. El elenco y el personal regresan en sus respectivos papeles. Se estrenará en 2026.

## Recepción
La serie de novelas ligeras ganó el decimoquinto premio MF Bunko J para principiantes en 2019.
En la cuenta oficial de Twitter para la adaptación al anime de las novelas ligeras escritas por Nigojuu e ilustradas por Umibouzu (Tantei wa Mou, Shindeiru) se publicó un video especial anunciando que la franquicia literaria, que incluye tanto las novelas ligeras como las adaptaciones a manga, ha superado las 850,000 copias en circulación. 
Tras poco menos de una semana desde su lanzamiento en Japón, el primer paquete Blu-ray/DVD de la adaptación al anime de las novelas ligeras Tantei wa Mou, Shindeiru (The Detective is Already Dead) acumuló 1,549 copias vendidas. La versión Blu-ray fue lanzada en dos versiones, sin embargo, el listado solo incluye una de ellas, lo que indica que la otra tuvo ventas tan bajas que no logró entrar en la clasificación. 
Este primer paquete recopilatorio fue lanzado el pasado 26 de noviembre (2021) en Japón e incluye los episodios primero al cuarto de esta adaptación. La versión Blu-ray tiene un precio de 14,300 yenes (alrededor de 126 dólares estadounidenses) y acumuló 1,353 copias vendidas, mientras que la versión DVD tiene un precio de 12,100 yenes (alrededor de 107 dólares estadounidenses) y acumuló 196 copias vendidas. Entre los beneficios se listan una novela corta original, un folleto con ilustraciones y material de producción, y algunos contenidos de video promocionales.